# 川原英之 (俳優)
川原 英之（かわはら ひでゆき、1969年3月15日 - ）は、日本の俳優。兵庫県出身。事務所はWAJA NEXTに所属。

## 来歴・人物
- 少林寺拳法で鍛えた[1]。
- 特技が関西弁、ジェットスキー。
- 趣味は水泳、ジョギング。
- ゴルフの腕前も高く、ベストスコア68というプロ並みの腕前。
- 幼少の頃から少林寺拳法をやっており有段者（4段）。
- 身長164cm。
- 小柄ながらも腕に自信があり、任侠映画界では西の川原・横浜の番長と言われるほどケンカが強い

## 主な出演

### Vシネマ
- 実録・ぼったくり 風営法全史（2003年）
- 実録・竹中正久の生涯 荒らぶる獅子 外伝（2004年）
- 鉄(くろがね) 極道・高山登久太郎の軌跡（2004年） - カメラマン（裁判所の外）
- 修羅場の侠たち 伝説の愚連隊・盟朋会（2005年）
- 修羅場の侠たち 伝説・河内十人斬り（2005年）
- 海賊仁義（2005年)
- (暴)組織犯罪対策部捜査四課（2005年 - 2006年） - 衣川組組員 オオヒラ
  - (暴)組織犯罪対策部捜査四課2（2005年12月）
  - (暴)組織犯罪対策部捜査四課3（2006年3月）
  - (暴)組織犯罪対策部捜査四課4 無差別テロ（2006年7月）
  - (暴)組織犯罪対策部捜査四課FINAL 首都消滅!?（2006年10月）
- 実録・暴走族 日韓連合 小さな巨人 野山榮澤（2005年） - CRAZY HORSE店長
- 武闘派極道史 竹中組〜組長邸襲撃事件〜（2005年）
- 実録・新撰組（2006年） - 山崎烝
  - 実録・新選組 完結編（2006年）
- 実録・武闘派極道史 八西会跡目抗争（2006年） - 八西会幹部
- 実録・東海道抗争 白と黒（2006年） - 八代目剛島一家組員
- 実録・東声会 初代・町井久之 暗黒の首領（2006年） - 町井一家組員 小澤靖弘（→東声会柳沢興行若頭）
  - 実録・東声会初代町井久之 暗黒の首領 完結篇（2006年）
- 兄弟〜ヒョンジェ〜（2007年）
  - 兄弟〜ヒョンジェ〜完結編（2007年）
- 大阪やくざ戦争 誤爆の代償（2007年） - 店長
- 愛しのOYAJI（2007年）
- 実録・外道の群れ 流血の鎮魂歌（2007年） - クラブ「リリアン」黒服
- 闇金の帝王（2007年） - 村野組組員
- 悪党ジョーカー（2007年）
  - 悪党ジョーカーVol．2現金に身体を張れ（2007年）
- 組長×射殺 首領(ドン)を撃て!（2007年） - 日本誠會組員 俵直成
- 実録・手打ち破り（2007年）
- ツインギャング1･2･3･4（2007年 - 2008年）
- ビジネスマン必勝講座 ヤクザに学ぶ交渉術（2007年）第二話「正義は我にあり!」 - K組 K組長
- ビジネスマン必勝講座 ヤクザに学ぶ経済戦術（2007年）番外編「実話雑誌編集長J氏の交渉戦術」 - 組員A
- ビジネスマン必勝講座 ヤクザに学ぶカリスマ性（2008年）実例3「A組長の人心掌握術」 - 舎弟B
- 実録・無敵道1･2（2008年） - ヤクザ
- 極道(やくざ)な月 完結編（2008年） - パチンコ店店長
- 太陽が弾ける日1（2008年） - ALAN
  - 太陽が弾ける日 完結編（2008年）
- 修羅の妻(おんな)たち 〜射殺者の妻、その愛〜（2008年） - 守山組組員
- 修羅の妻(おんな)たち 〜鉄砲玉の女〜（2008年） - 売人
- 新・首領への道 シリーズ（2008年 - 2009年） - ヨシノヒロシ
  - 新・首領への道1･2（2008年） - 鶴政組宮地組組員
  - 新・首領への道3（2008年） - 鶴政組若頭補佐
  - 新・首領への道4（2009年） - 太鶴連合会幹事長
- 修羅之魂2 激動渡世編（2008年） - 東北会系安芸組若頭 坪間義史
- 喧嘩の極意 シリーズ（2008年 - 2010年）全6作 - 極東工業高校(キワコウ)3年のナンバー2 タツヤ
- 愛しのOYAJI 激闘編（2008年）
- 覇道（2008年）全2作 - 岡本清
  - 覇道（2008年） - 玄道会池島組組員
  - 覇道 完結編（2008年） -玄道会高知支部池島組組員
- マイダーリンSAYAKA（2008年）
- 刑務所で泣くヤツ、笑うヤツ（2008年） - 新潟刑務所受刑者 ウエノトモユキ
- 恐喝一代記 第二章（2009年） - 弁護士
- 修羅の統一（2009年） - 銀城会二代目稲村一家 大村組幹部 森山幸弘
- 実録・悪漢（2009年） - こてんま会 折田信利（→三代目山路組若頭補佐 折田組組長）
- ヤクザ大辞典（2009年） - ヤクザ
- 鳳2･3･4（2009年 - 2010年） - 天地会秋月組鈴木組組員
- 新・鯨道 侠魂 完結編（2009年） - 浅間組組員 タニオカ
- 死神の刃（2010年） - 黒岩組幹部
- 首領を殺れ(ドンをとれ)（2010年）
- ザ・ボディガード 完結編（2010年）
- 事件 罠にはまる女たち（2011年）
- 花と蝶（2011年） - 伝説の彫師の客
- 修羅の覇道 完結編（2011年） - 五代目立花組組長 江藤譲司
- 新宿狼(ウルフ)（2012年） - 富沢威
- 傷だらけの侠達（2012年） - 山賀組系浜誠組幹部
  - 傷だらけの侠達 完結編（2012年）
- 極道の紋章17･18（2012年） - 関東睦会 新潟 大西組組長 大西武史
- 褒章金（2012年）
- 新・首領の一族（2012年） - 青雲会幹部
- 脱獄（2012年）
- 首領の道4・12（2012年・2014年） - 狩野組丸池組組員 柴ケンジロウ
- 孤独の仁義（2013年） - 磯谷組白タクドライバー 樺山
- 強奪(しのぎ)6億円（2013年） - 六ツ川オート商会（車屋）
- 修羅の代償（2013年）
- 組織暴力 対 官僚（2013年）
- 組長強奪計画（2013年） - タケダ興業若頭
- 獅子の復讐（2013年） - 大友興業幹部 遠藤
- 除籍 血濡れの怪文書（2014年） - 四代目七徳会幹部 恒松一家総長 鴨志田徳政
- 荒ぶる魂の華（2014年） - スナイパー
- 三代目代行1･2･3･4･5･6（2014年 - 2015年） - 弁護士（元・検事）
- 新・極道の紋章2（2014年） - 美濃部礼二（初代美濃部組組長の次男）
- 日本やくざ抗争史 絶縁 第一章･第二章（2014年） - 三代目丹波組若頭補佐 金森組組長 金森大輔
- 日本統一 シリーズ（2014年、2016年-2018年） - 若宮猛 ※シリーズ初登場の第1作の劇場公開作品『日本統一』は安西組若頭
  - 日本統一6･7･8（2014年） - 丸打組系秋本組若頭
  - 日本統一12-19（2015年-2016年） - 丸神連合三田組若頭 二代目秋本組組長
  - 日本統一20-30（2017年-2018年） - 二代目丸神会事務局長 二代目秋本組組長
- 破門組（2014年）
- 関東極道連合会 第二章（2015年） - トミナガ
- 関東極道連合会 第三章（2015年） - 五代目山富士組宅間組組員
- 制覇（2015年、2016年）
  - 制覇1（2015年） - 成瀬組組長 牧野正道
  - 制覇6（2016年） - 中日侠道結社 金平一家若頭 岩本長正
  - 制覇7（2016年） - 元・中日侠道結社 金平一家若頭 岩本長正
- 修羅の分裂（2015年） - 西山会二代目信州一家若頭補佐 日向組組長 日向英樹
- 修羅の分裂 完結編（2015年） - 二代目西山会執行部 武蔵一家総長 日向英樹
- 若頭暗殺（2015年） - 別府会若頭 嘉山岳史
- 武闘派の道（2015年） - 但馬会若頭 高田隆作
- 日本やくざ抗争史 広島抗争（2015年） - 山川組若頭 竹田一博
- 日本やくざ抗争史 広島抗争2（2015年） - 十三会会長 竹田一博
- 仁義のはらわた（2016年）全2作 - 柿沼富夫
  - 仁義のはらわた1（2016年） - 関東睦会系義仁会幹部
  - 仁義のはらわた2（2016年） - 関東睦会系義仁会二代目会長
- 裏社会の男たち第一章･第二章･第三章･第四章･第五章（2015年,2016年） - 総合商社W・R・C理事長田村の部下
- 東京やくざ抗争（2016年） - タンバ組 イマイズミ
- 代紋の墓場5･6（2016年） - 侠和会若頭補佐 南条組組長 南条一輝
- 列島分裂-東西10年戦争1・2（2016年）全2作 - 岸田組組長田大介
- プラチナ代紋1（2016年） - 明石組若頭補佐 芹沢栄治
- 覇王〜凶血の系譜〜I･Ⅱ（2016年） - 難波会松浪組若頭補佐 大久保聖人
  - 覇王〜凶血の連鎖〜Ⅲ･Ⅳ（2017年）
- 強者(ツワモノ)第1章･第2章･第3章（2016年） - 関西 真霜会若頭 暮内組組長 暮内正治
- 狂犬と呼ばれた男たち シリーズ（2017年）
  - 狂犬と呼ばれた男たち カリスマヤクザ（2017年） - 大和組系相山組組長
  - 狂犬と呼ばれた男たち 外道ヤクザ（2017年） - 西長組組長
  - 狂犬と呼ばれた男たち 大阪ヤクザ戦争（2017年） - 主演・倭心会若頭補佐 坂本敏也
- 極道黙示録1・3（2017年、2018年） - 侠尽会総本部長 筧政組組長 筧政次
- 極道天下布武 第四幕 第五幕（2017年 - 2018年） - 大阪 千願寺会会長 千願寺蓮如
- 外道憤砕（2017年） - 龍文字一家 サダ組組長
- 首都抗争（2017年） - 天満会幹部 大谷組組長 大谷隆慎
- 我王伝（2018年） - 中宮組組長 中宮忠也
- 漆黒の神威（2020年） - 主演・匠誠（不動産屋経営）

他、多数、出演。

### 映画
- フレンズ（2004年9月25日） - ヒットマン
- 二代目はニューハーフ（2013年5月25日、オールインエンタテインメント） - アーバンネットファイナンス顧問 会田芳治
- 日本統一（2013年7月14日） - 安西組若頭 若宮猛
- 薔薇色のブー子（2014年、東宝）
- 柘榴坂の仇討（2014年、松竹）
- 柳生十兵衛 世直し旅（2015年） - 料理屋の主人
- 侠の絆（2018年） - アマヤ（刑事）
- おみおくり（2018年）
- 真言アイロニー（2020年） - 主演・平井尊士（真言宗僧侶、女子大日本文学科教授）
- 長全寺（2021年、監督：川本淳市[3]） - 主演[4]・長全寺住職 武川広徳
- 近くて遠い親子（2023年） - 武雄[5]

### テレビドラマ
- 日本テレビ「デカワンコ」（2011年）

### 舞台
- 七慟伽藍 其ノ三十（2023年5月20日、横浜・関内ホール） - 朝倉義景
- THE REDFACE PRODUCE VOL.98 活読劇 高島嘉右衛門列伝 六（Final）～横濱之龍神～亢龍編（2023年11月9日、横浜・関内ホール 小ホール） - 井上薫・横山孫一郎

### テレビバラエティ他
- TBS「内村 日本やくざとザワつく夜」（2014年）

### ラジオ
- 川原英之のプリンシパリティRADIO（2021年7月 - 、レインボータウンFM）毎週月曜23:00-23:15
プロデューサー：川本淳市 メインパーソナリティー：川原英之

## 企画
HIDE名義
- 制覇6-11（2016年 - 2017年、主演：小沢仁志）
- 日本統一18-23（2016年 - 2017年、主演：本宮泰風・山口祥行）
- 強者(ツワモノ)（2016年、主演：赤井英和）全3作
- 頂点(てっぺん)（2017年、主演：波岡一喜）全3作
- 狂犬と呼ばれた男たち（2017年、主演：本宮泰風 / 小沢和義 / 川原英之）全3作
- 極道天下布武（2017年 - 2018年、主演：小沢仁志）全五幕
- 首都抗争（2017年、主演：本宮泰風）全3作
- 極道黙示録（2017年 - 2018年、主演：小沢仁志）全3作